# شاطئ كابل
يقع شاطئ كابل على بعد 22 كـم (14 ميل) من الشاطئ الرملي الأبيض شرق المحيط الهندي. وتُحيط به ضاحية بروم بأستراليا الغربية. ترجع تسميته إلى كابل التلجراف الذي وُضع بين بروم وجاوة عام 1889. ترتفع المنحدرات المنخفضة من المغرة الحمراء خلف الشاطئ المسطح والواسع للغاية، مع وجود موجات خفيفة، في الغالب، في موسم الجفاف من مايو إلى أكتوبر. في عام 2016، وصل عدد السكان إلى 5436 نسمة.